# Gustav Biesenbach
Gustav Biesenbach (* 23. Juni 1862 in Düsseldorf; † 22. Oktober 1934 in Rheinbreitbach) war Bürgermeister von Unkel und Mitglied des Deutschen Reichstags.

## Leben
Biesenbach war der Sohn des Mitglieds des Preußischen Abgeordnetenhauses Gustav Biesenbach. Er besuchte das Königliche Gymnasium in Düsseldorf und studierte darauf an der Ludwig-Maximilians-Universität München Forstwissenschaft und Nationalökonomie. Nach Ablegung des forstlichen Examens an der staatswirtschaftlichen Fakultät in München war er in mehreren Domänen-Verwaltungen in Deutschland und Österreich als Forstbeamter tätig. Ab 1896 war er Leiter der landwirtschaftlichen Abteilung der Kölnischen Volkszeitung und ab 1898 Dezernent der Abteilung Weinbau und Winzerwesen der Neuwieder Raiffeisen-Organisation im Ehrenamt.
Von 1895 bis 1903 war er Mitglied des Preußischen Abgeordnetenhauses und von 1899 bis 1903 des Deutschen Reichstags für den Wahlkreis Trier 2 (Wittlich, Bernkastel) und die Deutsche Zentrumspartei. Außerdem war er Bürgermeister von Unkel.